# فارس (اليونان)

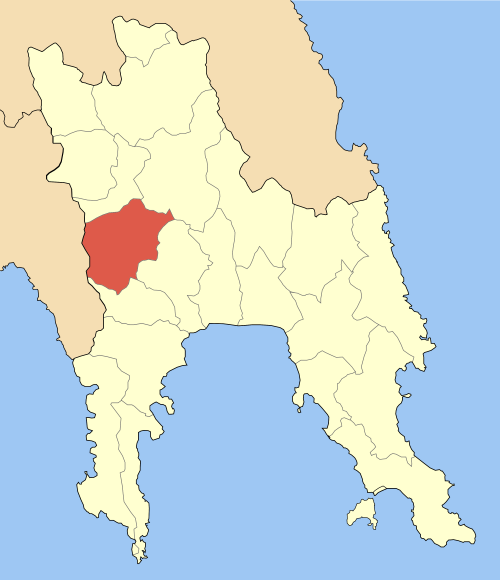

فارس (Greek(باليونانية: Φάρις)) هي بلدية سابقة في لاكونيا، بيلوبونيز، اليونان.منذ إصلاح الحكومة المحلية في عام 2011، فهي جزء من بلدية أسبرطة، وهي هناك وحدة بلدية. وحدة البلدية تبلغ مساحتها 183.667 كم2. وعدد السكان 3,846 (2011). كان مقر البلدية في كايروكمباي.